# Bol'šaja Kuropatoč'ja
La Bol'šaja Kuropatoč'ja (in russo Большая Куропаточья? o Сана-Юрях, Sana-Jurjach) è un fiume russo della Siberia Orientale che scorre nel Nižnekolymskij ulus della Sacha (Jacuzia) e sfocia nel Mare della Siberia orientale.
Il fiume ha origine dal lago Sajaka e scorre all'interno del bassopiano della Kolyma, in direzione nord, nella tundra, in mezzo a molti laghi. Il suo corso è parallelo (a est) a quello della Malaja Kuropatoč'ja. Sfocia a estuario nel mare della Siberia orientale. La sua lunghezza è di 391 km, l'area del bacino è di 6 240 km². D'inverno il fiume congela.